# Grantia primitiva
Grantia primitiva är en svampdjursart som beskrevs av Brøndsted 1927. Grantia primitiva ingår i släktet Grantia och familjen Grantiidae. Inga underarter finns listade i Catalogue of Life.